# Raymond Brunel
Pour les articles homonymes, voir Brunel.
Raymond Brunel, né Bruneel le 20 octobre 1878 à Ixelles (Bruxelles) et mort le 27 février 1958 à Neuilly-sur-Seine, est un compositeur belge. 

## Biographie
Il commence très tôt le violon, parallèlement à des études classiques censées le conduire à la profession d'avocat. En 1897, il obtient le premier prix du Conservatoire de Bruxelles, et décide de se consacrer à la musique. 
Il commence à travailler au Cirque Loubich en 1902, puis au Grand Cirque Hollandais, où il commence à composer la musique des pantomimes. En 1906, lorsque le cirque cesse son exploitation, il est engagé au Nouveau Cirque de Paris. Il y reste huit ans, composant la musique de seize pièces et revues équestres. 
Enrôlé dans l'armée belge pendant la guerre, il revient en France et travaille dans divers établissements de spectacle, de l'Eden de Strasbourg au cinéma Omnia Pathé de Rouen. Il revient à Paris à la fin des années 1920, travaillant aux Ambassadeurs, puis au Cirque de Paris jusqu'à la démolition de 1930. Il est ensuite engagé au Cirque d'Hiver, où il reste pendant vingt-deux ans, prenant sa retraite en 1951.